# Довгоперові
Довгоперові (Dactylopteridae) — родина костистих риб ряду Скорпеноподібні (Scorpaeniformes).

## Опис
Для всіх довгоперів характерні непропорційно велика голова, вкладена в міцний кістковий панцир, важке тіло й «подвійні» грудні плавці, що складаються, як й у морських півнів, із двох частин — верхньою, що представлена довгими променями, які з'єднані нормальною перетинкою, і нижньої, утвореної декількома окремо сидячими товстими променями пальцевидної форми. Ці риби мають ще довгий одиничний плавниковий промінь на голові перед спинними плавцями. Розміри довгоперів невеликі — вони не перевищують 30 см завдовжки.

## Спосіб життя
Ці цікаві риби (найбільшою популярністю користується серед них довгопер середземноморський (Dactylopterus volitans)) живуть у прибережній зоні біля морського дна, по якому вони можуть переміщатися поповзом, використовуючи нижні вільні промені грудних плавців як кінцівки. У деякі періоди свого життя (очевидно, для розмноження) вони підіймаються в товщу води й можуть спостерігатися лежачими при поверхні з розправленими крилоподібними плавцями. Молодь довгоперів взагалі веде пелагічний спосіб життя, не віддаляючись, однак, далеко від берегів. Такі мальки в деяких районах становлять досить звичайну їжу тунців.
Деякі спостерігачі стверджували, що довгопери здатні до повітряного польоту над поверхнею моря, і в книзі А. Брема «Життя тварин» наведений навіть малюнок, що зображує велику зграю цих риб, що летять по повітрю. Зараз подібні факти викликають великий сумнів у зв'язку з відсутністю достовірних свідчень про такий політ, підтверджених фотографіями, кінозніманням або показаннями досить компетентних фахівців, здатних без сумніву відрізнити довгопера від летючих риб із родини Exocoetidae. Відомо лише, що витягнуті з води довгопери можуть зробити кілька різких перекидань на твердій поверхні, супроводжуючи свої рухи голосними звуками. Втім, весь вигляд цих важких і масивних риб, навряд чи здатних навіть до швидкого плавання, дає більше підстав для того, щоб відкинути припущення про можливості їхнього польоту, чим для того, щоб прийняти його.

## Поширення
Довгопери широко поширені у всіх теплих морях і відсутні тільки в східній частині Тихого океану. Вони цілком їстівні й у Японії, наприклад, їх використовують в їжу. Проте їх не можна зарахувати до промислових риб, тому що їх чисельність невелика.

## Класифікація
Родина містить 7 видів у двох родах:
- Рід Dactyloptena (Jordan i Richardson, 1908)
  - Dactyloptena gilberti (Snyder, 1909)
  - Dactyloptena macracantha (Bleeker, 1854)
  - Dactyloptena orientalis (Cuvier, 1829)
  - Dactyloptena papilio (Ogilby, 1910)
  - Dactyloptena peterseni (Nyström, 1887)
  - Dactyloptena tiltoni (Eschmeyer, 1997)
- Рід Dactylopterus (Lacepède, 1801)
  - Dactylopterus volitans (Linnaeus, 1758)